# Ostrów (Pojezierze Myśliborskie)
Ostrów – jezioro w Puszczy Piaskowej na Pojezierzu Myśliborskim, w gminie Chojna, w powiecie gryfińskim, w woj. zachodniopomorskim. Powierzchnia jeziora wynosi 80,2 ha. Jest jeziorem polodowcowym typu rynnowego, o maksymalnej głębokości 4,4 m. Długość wynosi 1,55 km, a szerokość 0,8 km. Długość linii brzegowej wynosi 3,9 km. Ostrów znajduje się w zlewni rzeki Rurzycy. W środkowo-wschodniej części jezioro posiada wyspę.
Według badań przeprowadzonych w 1996 roku jezioro charakteryzuje się II klasą czystości wód.
Według typologii rybackiej jest to jezioro sandaczowe.
Nad jeziorem znajduje się niestrzeżone kąpielisko. W lesie na południowym brzegu ustanowiony został rezerwat przyrody Olszyny Ostrowskie. Na zachodnim brzegu Ostrowa leży gajówka Ostrów, do której wiedzie droga lokalna przy północnym brzegu ze wsi Stoki położonej od jeziora ok. 1 km na północny wschód.

## Galeria
Fauna i flora jeziora Ostrów

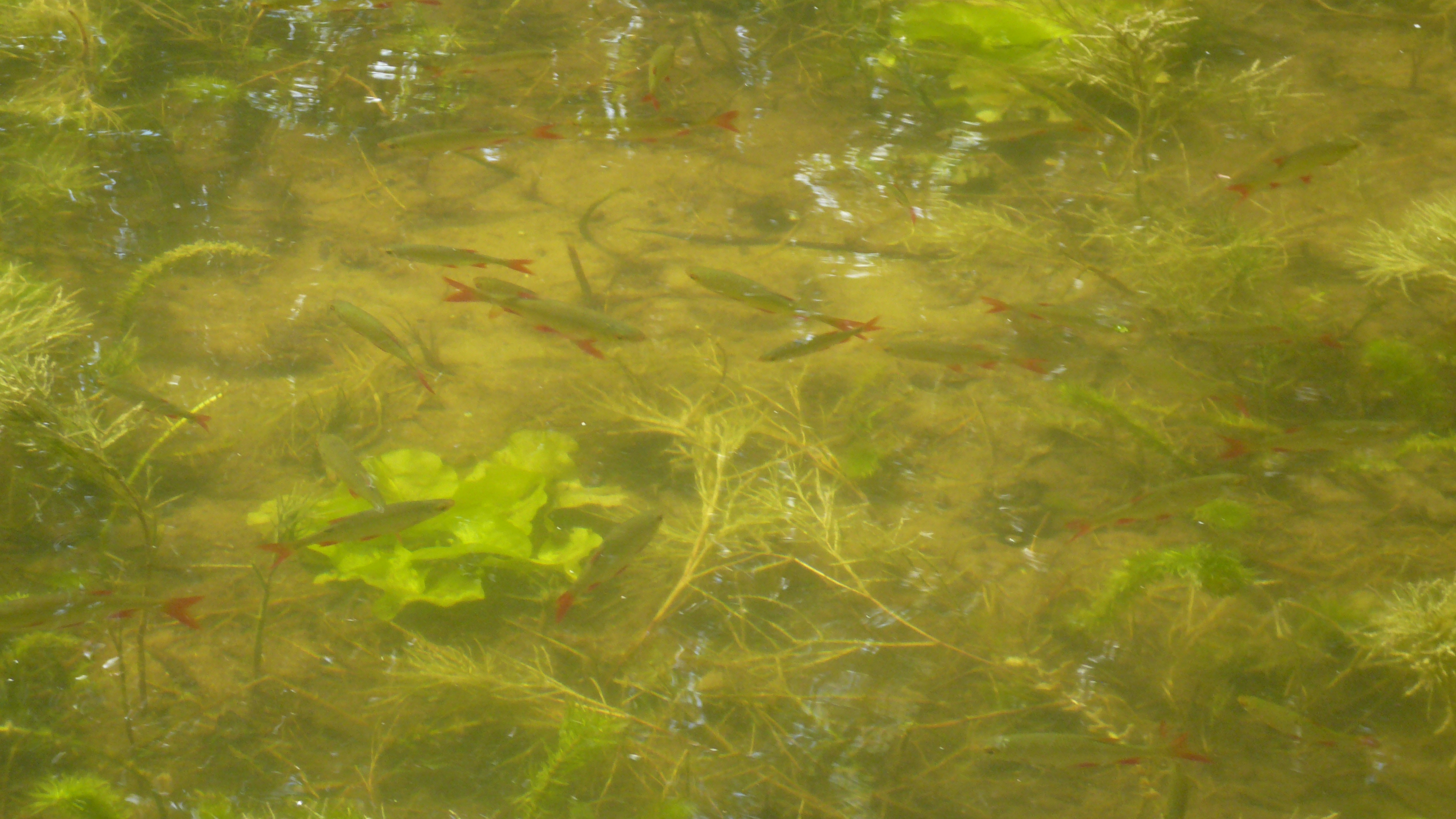
Stado wzdręg
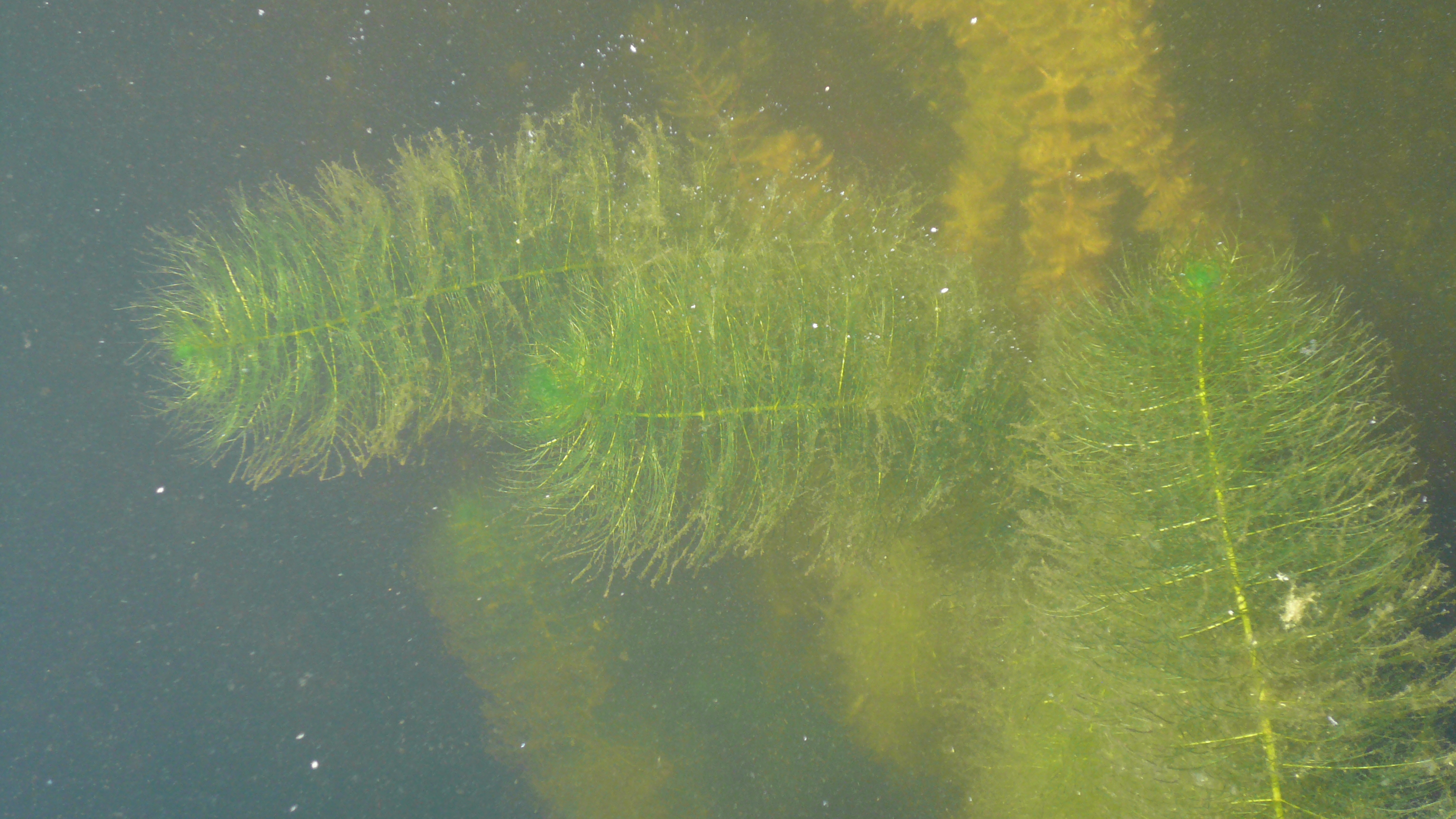
Wywłóczniki okółkowy i kłosowy (w tle)
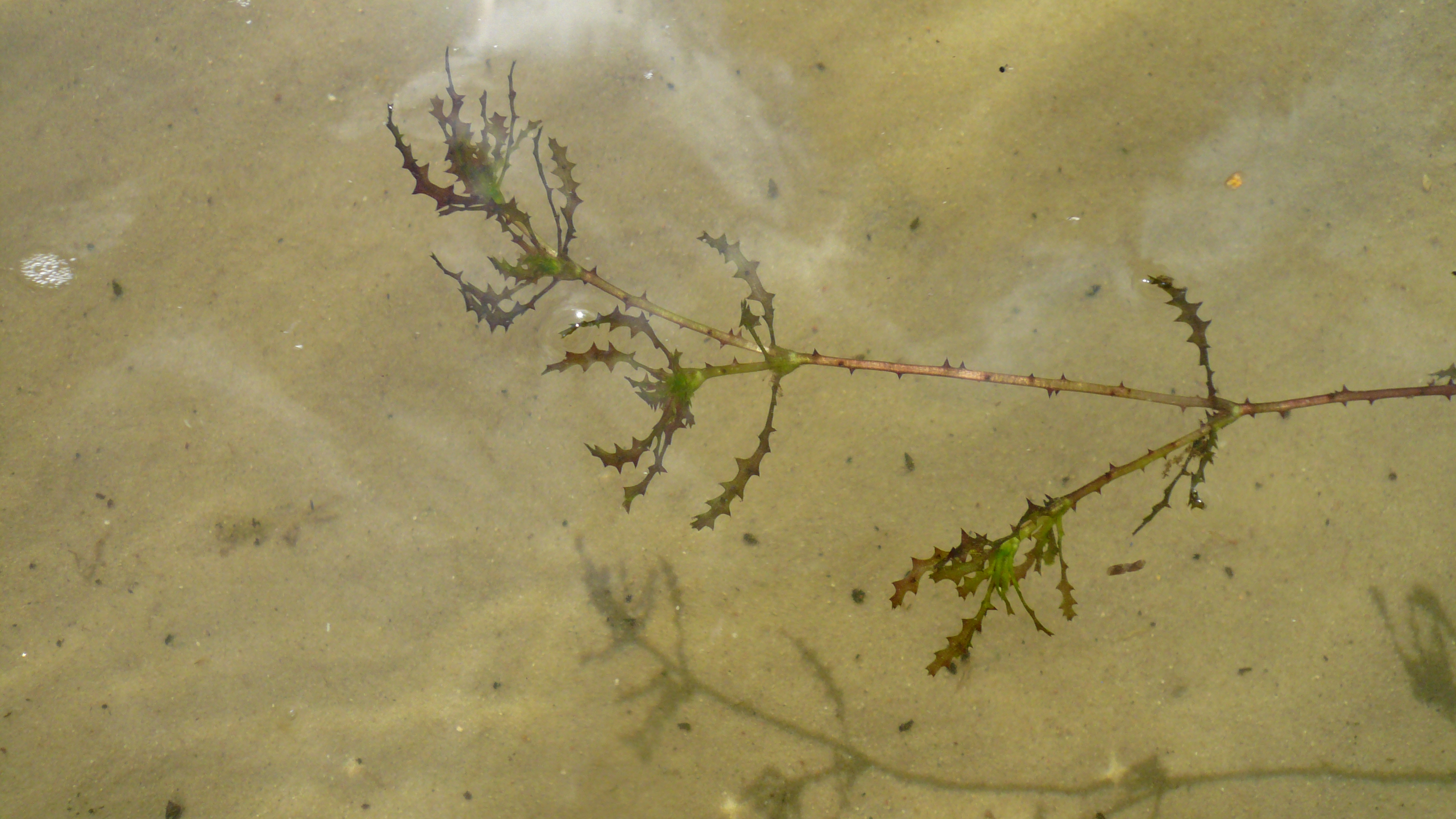
Jezierza morska
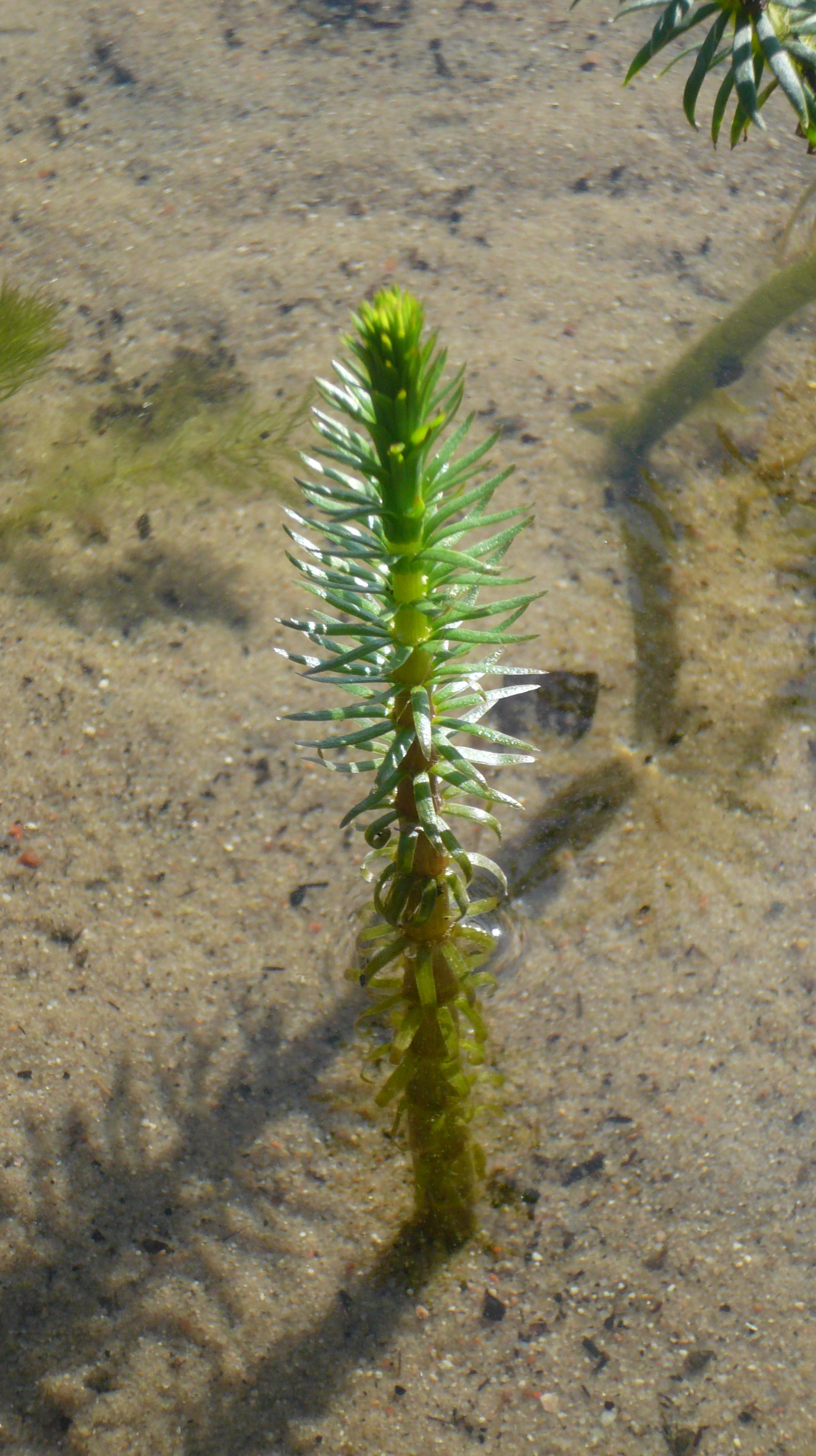
Przęstka pospolita